# Ulfenbachtal bei Hirschhorn
Das Naturschutzgebiet Ulfenbachtal bei Hirschhorn liegt auf dem Gebiet der  Stadt Hirschhorn (Neckar) im südhessischen Landkreis Bergstraße.
Das aus zwei Teilflächen bestehende Gebiet erstreckt sich nordwestlich und südöstlich von Langenthal, einem Ortsteil von Hirschhorn, zu beiden Seiten der Landesstraße L 3105 entlang des Ulfenbachs. Nordwestlich und nordöstlich des Gebietes verläuft die Landesgrenze zu Baden-Württemberg.

## Bedeutung
Das 35,7 ha große Gebiet steht seit dem Jahr 2000 unter der Kennung 1431030 unter Naturschutz.